# BESM
BESM (БЭСМ) è una serie di mainframe. La sigla indica "Большая Электронно-Счётная Машина" (Bolshaya Elektronno-Schetnaya Mashina) in russo è può essere tradotto come Grandi macchine per il calcolo elettronico o semplicemente Grandi computer.
Sette tipi di BESM vennero prodotti.
BESM-1 venne prodotto nel 1953 e utilizzava circa 5.000 valvole termoioniche. Solo un esemplare venne prodotto. Quando venne completato era il più rapido computer d'Europa. I numeri in virgola mobile venivano rappresentati con parole da 39 bit, 32 bit per la parte numerica, 1 per il segno e 5 per l'esponente. Il sistema poteva rappresentare numeri compresi tra 10−9 e 1010. BESM-1 aveva una memoria di 1024 parole che potevano essere lette e scritte (R/W) e di 1024 parole a sola lettura (R). La memoria R/W era basata su nuclei di ferrite mentre la memoria a sola lettura era basata su diodi. Il sistema era dotato di unità di memorizzazione esterna basata su nastro. Quattro unità magnetiche potevano memorizzare 30.000 parole per nastro e un'unità magnetica veloce poteva memorizzare 5120 parole con un tasso di accesso di 800 parole per secondo. Il computer poteva eseguire 8-10 KiloFLOPS e consumava circa 30 KWatt di potenza elettrica. Non si hanno informazioni sul sistema di raffreddamento.
BESM-2 era anch'esso basato su valvole termoioniche.
BESM-3M e BESM-4 vennero basati su transistor. L'architettura era simile a quella dei computer M-20 e M220. La parola era di 45 bit, 30 BESM-4 vennero prodotti.
BESM-6 era un supercomputer totalmente diverso dai predecessori. Venne progettato dall'Institute of Precision Mechanics and Computer Engineering nel 1965 e la produzione iniziò nel 1967. Come i predecessori il BESM-6 era basato su componenti discreti e non utilizzava circuiti integrati. La parola era di 48 bit e l'indirizzamento era a 15 bit. Il sistema di base aveva una memoria di 32K parole (192 KB) espandibile a 128 K parole. la frequenza operativa era di 10 MHz e forniva una potenza nominale di 1 MFlops. Il BESM venne utilizzato in tutta l'Unione Sovietica in molti progetti che richiedevano elevata potenza di calcolo. Vennero prodotte 335 macchine. la produzione terminò nel 1987.
Il BESM-6 fu il primo computer sovietico dotato di sistema operativo e compilatore Fortran.
Il successore del BESM-6 fu il sistema Elbrus.